# Офіцялув
Офіцялув (пол. Oficjałów) — село в Польщі, у гміні Опатув Опатовського повіту Свентокшиського воєводства.
Населення — 153 особи (2011).
У 1975-1998 роках село належало до Тарнобжезького воєводства.

## Демографія
Демографічна структура на день 31 березня 2011 року:
|          | Загалом | Допрацездатний вік | Працездатний вік | Постпрацездатний вік |
| -------- | ------- | ------------------ | ---------------- | -------------------- |
| Чоловіки | 74      | 10                 | 52               | 12                   |
| Жінки    | 79      | 11                 | 46               | 22                   |
| Разом    | 153     | 21                 | 98               | 34                   |